# MeruPuri
MeruPuri, originalmente MeruPuri: Märchen Prince (japonês: めるぷり メルヘン☆プリンス, Hepburn: MeruPuri: Meruhen Purinsu) é um mangá de Matsuri Hino publicado na revista Shojo Beat da editora Hakusensha. A obra conta a história de Hoshina Aili, uma jovem colegial japonesa que sonha em ter o namorado perfeito, e como sua vida muda radicalmente com a chegada de um visitante de um reino mágico.

## Enredo
Aili Hoshina, menina de 15 anos que sonha com um casamento dos sonhos, conhece Alam, príncipe vindo de um mundo de conto-de-fadas. Nesse mundo, existem fadas, príncipes encantados, magos, etc. No decorrer da história, Aili descobre a origem de sua família e toma conhecimento do que é o verdadeiro Amor.

## Personagens
Airi Hoshina (星名 アイリ, Hoshina Airi)
Seus pais estão viajando pelo mundo e seus avós moram na mesma casa que ela, mas o ritmo de vida entre eles é muito diferente, por isso, ela mora sozinha com seus dois cachorros, o Kyungsoo e a Koromi, apesar de ter 15 anos. Romântica, quer encontrar sua alma gêmea e é influenciada pela novela "Casamento no campo", o maior sonho dela é encontrar um adorável namorado, viver uma grande paixão e construir uma bela família. É descendente de uma antiga princesa, chamada Aster-ae Daemonia Latleia Crisnelle que é acusada de traição do reino mágico de Aster. Aili é a vice-representante de sua sala e enquanto ia para a escola, acaba deixando cair seu espelho. Quando volta para pegá-lo conhece Alam e, apesar de achá-lo um menino estranho, o leva para sua casa por achar que é uma criança estrangeira perdida, talvez filho de algum diplomata. Entre Aili e Alam acaba surgindo uma linda amizade, porém mais tarde, a moça começa a duvidar de quais são seus verdadeiros sentimentos em relação a ele. Aili também vai ter que lidar com o povo de Aster que a vêem com maus olhos por causa de sua ancestral.
Aram (アラム, Aramu)
Príncipe do reino de EXO, por um engano de seu irmão mais velho Jeile, quando fica em algum ambiente escuro, envelhece 10 anos, tomando a aparência de um rapaz de 18 anos de idade. Encontra-se com Aili graças a um antigo espelho em forma de septagrama dado por sua ancestral, a princesa Aster-ae Daemonia Latleia Crisnelle, que na verdade era uma passagem entre os dois mundos. Aparenta ser mimado por exigir que o tratem como príncipe, mas na verdade é só uma criança que nasceu em um berço de ouro. Alam é, na realidade, muito maduro, esperto e responsável.
Jeile (ジェイル, Jieiru)
Meio-irmão mais velho de Alam. Príncipe, é ele quem lança o feitiço atrapalhado no garoto para que envelheça no escuro. Seu plano era que ficasse velho a ponto de morrer, mas as coisas não saíram como planejava. Jeile, ao procurar por seu irmão, vai parar na casa (mais precisamente no banheiro) de Aili, onde Alam estava se escondendo, e ao conhecê-la já diz que esta será sua vigésima quinta esposa. Depois de levar um tapa da Aili em seu rosto, acredita que estão destinados e fala que Aili será sua primeira esposa. Ao dizer isso ela dá um soco na cara dele de novo. Deixando Jeile mais interessado por ela. Há sempre uma fada acompanhando ele, chamada Maruru. Jeile está de casamento marcado com a irmã gêmea de Lei, Hezekiel Nei-Ripli. No começo, Jeile foge constantemente dela por ela ter a aparência idêntica de Lei, e isso o lembra de um momento embaraçoso de seu passado.
Lei (レイ, Rei)
Sério, é o pajem de Alam, a quem é muito fiel. É Lei quem cuida de tudo em relação ao pequeno príncipe, inclusive sua fuga de Jeile. Lei e Jeile se conhecem há muito tempo. Quando se encontraram pela primeira vez (nessa ocasião eles tinham 302, 333 anos ), Jeile confundiu-o com uma garota (foi a primeira vez que Jeile ficou interessado em uma "menina") e até lhe ofereceu uma rosa. Mas depois descobriu que Lei era, na verdade, um garoto e que seria pajem de Alam (nessa época ele era um bebê rescém-nascido). Depois desse "pequeno" equívoco, passaram a se tratar de maneira formal.
Nakaoji (仲央路くん, Nakaōji-kun)
Representante de classe, é muito amável e inteligente e no começo, Aili, que acredita muito em destino e alma gêmea, achava que ele podia ser a pessoa certa para ela, com quem teria um futuro cheio de amor, já que este é sempre muito gentil e atencioso com ela. O garoto confessa amá-la. Nakaooji é descendente de um grande Senhor vindo do reino de Aster.
Razalude (ラザルード, Razarūdo)
É um príncipe do reino de Aster primo de 2º grau de Alam e Jeile. Razu tem muita raiva de Aili, pois ela tem a mesma aparência da sua ancestral que é acusada de trair o reino de Aster, se não fosse por sua ancestral os pais do Razu seriam os atuais reis de Aster, e por não serem ser os reis de Aster deixaram de ganhar muito poder. Após algum tempo Razu passa a mudar seu modo de pensar sobre a Aili e começa a gostar dela(como amiga é claro).